# Psilogobius
Psilogobius  é um género de peixe da família Gobiidae e da ordem Perciformes.

## Espécies
- Psilogobius mainlandi Baldwin, 1972[3][4]
- Psilogobius prolatus Watson & Lachner, 1985[5]
- Psilogobius randalli (Goren & Karplus, 1983)[6][7][8][9][10][11][12]